# Laccaria amethystina
Laccaria amethystina es una especie de hongo basidiomiceto de la familia Hydnangiaceae. Es una especie comestible y se distribuye por buena parte de Europa, Asia y América del Norte.  El sombrero mide entre 1 y 6 cm, y el pie entre 4 y 10 cm. Tanto el pie como el sombrero y las láminas son de color violeta/morado, aunque van palideciendo con el tiempo. El pie presenta fibras de color blanquecino. Las laminas están bastante separadas entre sí. No tiene ni un olor ni un sabor característicos. Crece entre la hojarasca de bosques tanto de coníferas como caducifolios, pero especialmente en bosques de hayas.

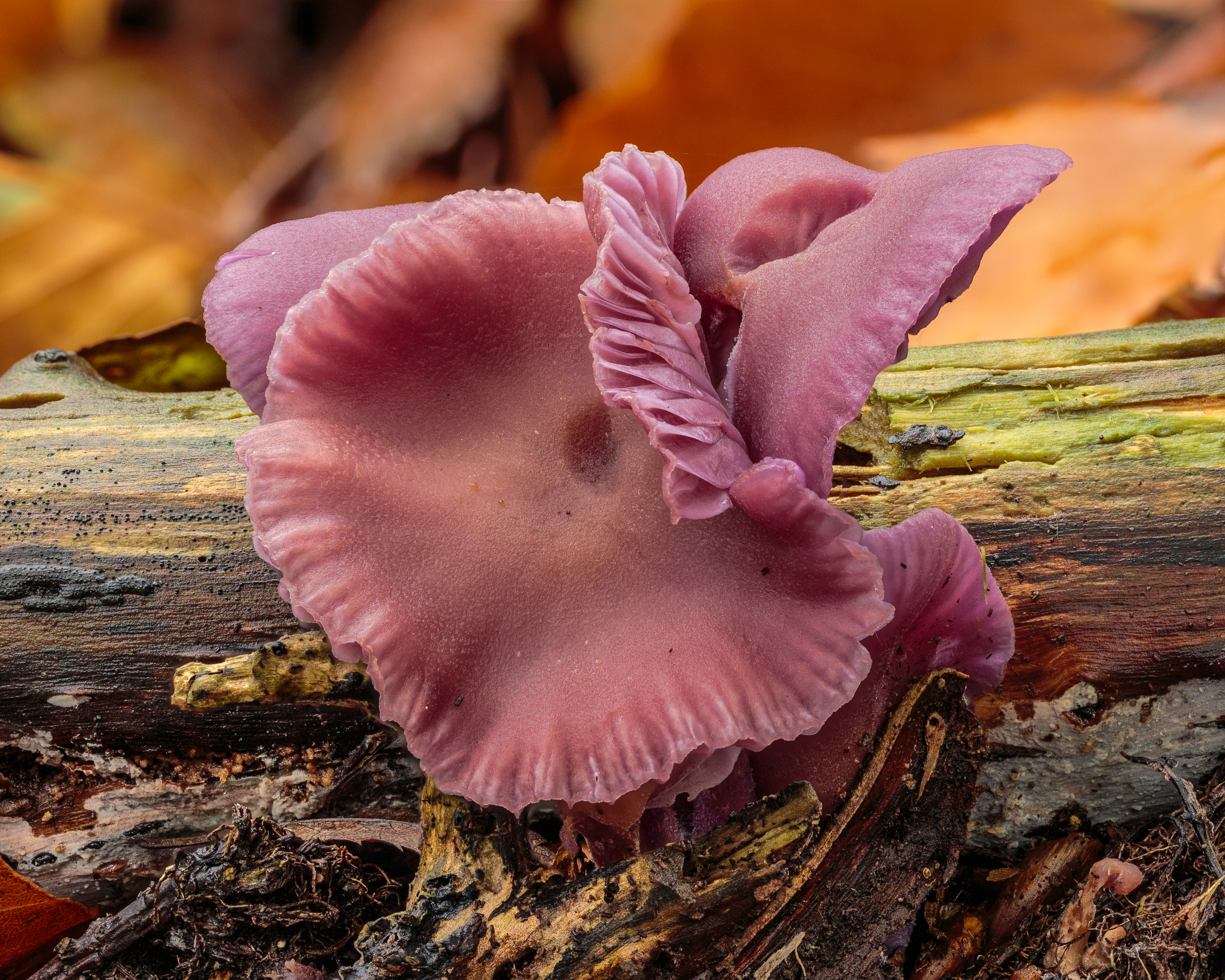